# Alpha Ethniki 1997-1998
L'Alpha Ethniki 1997-1998 fu la 62ª edizione della massima serie del campionato di calcio greco, conclusa con la vittoria dell'Olympiacos Pireo, al suo ventisettesimo titolo e secondo consecutivo.
Capocannoniere del torneo fu Krzysztof Warzycha (Panathīnaïkos), con 32 reti.

## Formula
Come nella stagione precedente le squadre partecipanti furono 18 e disputarono un girone di andata e ritorno per un totale di 34 partite.
Le ultime tre classificate furono retrocesse in Beta Ethniki.
Il punteggio prevedeva tre punti per la vittoria, uno per il pareggio e nessuno per la sconfitta.
Le squadre ammesse alle coppe europee furono sei: i campioni e la seconda alla UEFA Champions League 1998-1999, la vincitrice della coppa nazionale alla Coppa delle Coppe 1998-1999, terza e quarta classificata alla Coppa UEFA 1998-1999 più un'ulteriore squadra alla Coppa Intertoto 1998.

## Squadre partecipanti
| Squadra         | Città      | Stadio | Stagione 1996-1997 |
| --------------- | ---------- | ------ | ------------------ |
| AEK Atene       | Atene      |        | 2°                 |
| Apollōn Smyrnīs | Atene      |        | 9°                 |
| Athīnaïkos      | Vironos    |        | 12°                |
| Ethnikos Pireo  | Il Pireo   |        | Beta Ethniki       |
| Iōnikos         | Nikea      |        | 8°                 |
| Īraklīs         | Salonicco  |        | 13°                |
| Kalamata        | Calamata   |        | 11°                |
| Kavala          | Kavala     |        | 6°                 |
| OFI Creta       | Candia     |        | 3°                 |
| Olympiacos      | Il Pireo   |        | Campione di Grecia |
| Panachaïkī      | Patrasso   |        | 15°                |
| Panathīnaïkos   | Atene      |        | 5°                 |
| Panīleiakos     | Pyrgos     |        | 7°                 |
| Paniōnios       | Nea Smyrnī |        | Beta Ethniki       |
| PAOK            | Salonicco  |        | 4°                 |
| Proodeftikī     | Korydallos |        | Beta Ethniki       |
| GAS Veria       | Veria      |        | 10°                |
| Skoda Xanthī    | Xanthi     |        | 14°                |

## Classifica finale
|                   | Pos. | Squadra         | Pt | G  | V  | N | P  | GF | GS | DR  |
| ----------------- | ---- | --------------- | -- | -- | -- | - | -- | -- | -- | --- |
| Grecia (bandiera) | 1.   | Olympiacos      | 88 | 34 | 29 | 1 | 4  | 88 | 27 | +61 |
|                   | 2.   | Panathīnaïkos   | 85 | 34 | 28 | 1 | 5  | 90 | 24 | +66 |
|                   | 3.   | AEK Atene       | 74 | 34 | 22 | 8 | 4  | 61 | 30 | +31 |
|                   | 4.   | PAOK            | 70 | 34 | 21 | 7 | 6  | 74 | 41 | +33 |
|                   | 5.   | Iōnikos         | 62 | 34 | 18 | 8 | 8  | 46 | 31 | +15 |
|                   | 6.   | Īraklīs         | 51 | 34 | 14 | 9 | 11 | 49 | 45 | +4  |
|                   | 7.   | OFI Creta       | 49 | 34 | 15 | 4 | 15 | 45 | 53 | -8  |
|                   | 8.   | Skoda Xanthī    | 45 | 34 | 13 | 6 | 15 | 52 | 52 | 0   |
|                   | 9.   | GAS Veria       | 42 | 34 | 12 | 6 | 16 | 38 | 48 | -10 |
|                   | 10.  | Apollōn Smyrnīs | 36 | 34 | 10 | 6 | 18 | 37 | 51 | -14 |
|                   | 11.  | Paniōnios       | 36 | 34 | 10 | 6 | 18 | 41 | 54 | -13 |
|                   | 12.  | Panīleiakos     | 36 | 34 | 9  | 9 | 16 | 41 | 54 | -13 |
|                   | 13.  | Kavala          | 35 | 34 | 10 | 5 | 19 | 40 | 58 | -18 |
|                   | 14.  | Proodeftikī     | 34 | 34 | 9  | 7 | 18 | 35 | 57 | -22 |
|                   | 15.  | Ethnikos Pireo  | 33 | 34 | 10 | 3 | 21 | 27 | 51 | -24 |
|                   | 16.  | Panachaïkī      | 32 | 34 | 9  | 5 | 20 | 29 | 62 | -33 |
|                   | 17.  | Kalamata        | 29 | 34 | 7  | 8 | 19 | 27 | 50 | -23 |
|                   | 18.  | Athīnaïkos      | 27 | 34 | 6  | 9 | 19 | 23 | 55 | -32 |

Legenda:

      Campione di Grecia e ammesso alla UEFA Champions League
      Ammesso alla UEFA Champions League
      Ammesso alla Coppa UEFA
      Ammesso alla Coppa delle Coppe
      Ammesso alla Coppa Intertoto
      Retrocesso in Beta Ethniki
Note:

Tre punti a vittoria, uno a pareggio, zero a sconfitta.

### Verdetti
- Olympiacos campione di Grecia 1997-98 e qualificato alla UEFA Champions League
- Panathinaikos qualificato alla UEFA Champions League
- AEK Atene e PAOK Salonicco qualificati alla Coppa UEFA
- Panionios qualificato alla Coppa delle Coppe
- Iraklis Salonicco qualificato alla Coppa Intertoto
- Panachaiki, Kalamata e Athinaikos retrocesse in Beta Ethniki.